# Joseba Zubeldia
Joseba Zubeldia Agirre (ur. 19 marca 1979 w Usurbil) – hiszpański kolarz szosowy. Do zawodowego peletonu należy od 2002 roku.
Jest młodszym, mniej utytułowanym bratem Haimara. Przez 6 sezonów ścigał się z nim w drużynie baskijskiej Euskaltel-Euskadi. Jego największym sukcesem jest 3. miejsce w klasyfikacji generalnej we francuskim Etoile de Bessèges. Startował również w Giro d’Italia w 2007 roku, lecz nie udało mu się ukończyć tego wyścigu.
Zwykle pomocnik swoich liderów.

## Najważniejsze zwycięstwa i sukcesy
- 2004 – 3. miejsce w klasyfikacji generalnej Etoile de Bessèges